# Портер, Артур Кингсли
Артур Кингсли Портер (англ. Arthur Kingsley Porter; 6 февраля 1883, Дариен, Коннектикут − 8 июля 1933, Инишбоффин, Ирландия) — американский археолог, историк искусства, медиевист.

## Биография
Портер родился 6 февраля 1883 года в Дариене, штат Коннектикут, и был третьим сыном в богатой семье банкира, которая также имела собственный дом в Нью-Йорке. Портер учился в школе Браунинга в Нью-Йорке вместе с Джоном Д. Рокфеллером-младшим. Затем в Йельском университете, который окончили его отец, Тимоти Хопкинс Портер, два его старших брата, Луи Хопкинс Портер и Блэчли Хойт Портер, несколько дядей и кузены. Портер намеревался изучать право. В 1904 году во время путешествия по Франции собор в Кутансе (Нормандия) пробудил в нём интерес к архитектуре. Получив в том же году четвёртое место в своём классе в Йельском университете. В 1904 году он приступил к двухлетней архитектурной практике в качестве специального студента Колумбийского университета.
В 1912 году в Нью-Йорке Артур Портер женился на Люси Брайант Уоллес. Они уехали на длительное время в Италию, Грецию и Испанию и, наконец, в Ирландию.
Артур Портер пропал в возрасте пятидесяти лет в июле 1933 года. Он находился на улице во время шторма на острове Инишбофин, недалеко от замка Гленви, своего дома в Ирландии. Позднее его жена рассказала о своих шестичасовых поисках с двумя местными рыбаками. Тело его так и не нашли. Следствие пришло к выводу, что Артур, вероятно, был смыт сильной волной.

## Профессиональная деятельность
С 1915 года Артур Кингсли Портер преподавал в Йельском университете, в 1917 году был назначен доцентом истории искусств. В январе 1916 года он предложил выделить университету 500 000 долларов (12 миллионов долларов в долларах 2017 года), чтобы создать кафедру истории искусства. Портер изложил конкретные цели, на которые должны быть потрачены эти средства. Однако Университет отклонил предложенные им целевые расходы (на зарплату преподавателям, покупку оборудования, слайдов, фотографий, книг…). Портер был разочарован отсутствием открытости Йельского университета. В 1918 году он покинул университет, чтобы поддержать усилия французского правительства по спасению и сохранению памятников архитектуры, находившихся в зоне военных действий (он был единственным американцем, работавшим в специально созданной комиссии).
В 1921 году Портер начал преподавать в Гарвардском университете. В 1923 и 1924 годах работал во Франции в качестве профессора по обмену и приглашённым профессором в Испании. Он трудился в Гарварде до своего трагического исчезновения. Его вдова Люси оставила университету дополнительные 1 000 000 долларов в своём завещании (9 миллионов долларов в долларах 2017 года) на создание профессорской кафедры Кингсли Портера. Первым профессором кафедры в 1967 году был назначен учёный-медиевист Эрнст Китцингер.
Портера называли «настоящим Индианой Джонсом», поскольку он был уникален в академическом сообществе: мультимиллионер со своим европейским замком и возможностью много путешествовать.
Его материальное положение и манера преподавать, исследовать и писать, безусловно, соответствовали профилю «Индианы Джонса», но ещё более подходящим для такого сравнения стал инцидент с саркофагом. Портер завладел испанским саркофагом XI века и отвёз его в Гарвард в качестве подарка университетскому музею Фогга, где он был выставлен на видном месте. Портер использовал находку для доказательства своей теории о происхождении романской скульптуры. Крышка саркофага представляет собой один из лучших образцов средневековой надгробной скульптуры. Стиль украшения крышки гроба отличался от конструкции гробниц того времени. В нём были большие фигуры, изображающие души, перешедшие в иной мир, а также образы евангелистов и архангелов. Фигуры изображены с большими выпученными глазами, а архангел Гавриил имел длинные кудри. В 1931 году Хакобо Фитц-Джеймс Стюарт, 17-й герцог Альба, сообщил, что саркофаг был незаконно вывезен из Леона (Испания). Испанское правительство приняло участие в переговорах, но до того, как была достигнута какая-либо сделка, король Испании Альфонсо XIII был в 1931 году свергнут революцией, и саркофаг остался в Гарварде. Переговоры возобновились в 1933 году, и Портер согласился вернуть крышку саркофага в Испанию 8 июля 1933 года, в день своего исчезновения. Так родилась легенда о «проклятии саркофага».
Наиболее значительным научным вкладом Портера в медиевистику были его исследования и новое по тем временам понимание происхождения и ареала романской скульптуры. В изучении этой темы Портер формулировал следующую дилемму: «Испания или Тулуза?». Он доказывал, что первые характерные образцы романской скульптуры появились не во Франции, как было принято считать, а в Испании. Другим «очагом распространения» романской скульптуры он называл Ломбардию, отодвигая хронологические границы этого явления на двадцать пять лет ранее общепринятых. Жермен Базен отмечал, что «Портеру доставляла большое удовольствие расправа с французской „ортодоксией“», а его выводы «были встречены в штыки целым рядом известнейших историков искусства».
Эрвин Панофский называл Портера «типично американским учёным, позиция которого меняется, когда он пересекает Атлантику» и он «обходит вниманием сложность феномена национального сознания различных народов Запада, сформировавших, по его мнению, Европу». Однако безусловной заслугой Портера является то, что он решал основополагающий вопрос о происхождении западноевропейской художественной культуры «в межнациональном плане».
Его исследование ломбардской архитектуры также остаётся первым в своём роде. Портер оставил свой особняк в Кембридже университету, и он с 1970 года служил официальной резиденцией президента Гарвардского университета. Портер написал 293 работы, которые были опубликованы в 934 изданиях на семи языках и хранятся в 7452 библиотечных фондах. Фотоколлекция Портера содержит 35 000 фотографий и 11 700 негативов, относящихся ко всем аспектам истории средневекового искусства. Фотографии, сделанные Портером, хранятся в Библиотеке искусства и архитектуры Конвея в Институте Курто в Лондоне.

## Основные публикации
- Средневековая архитектура: Её происхождение и развитие, со списками памятников и библиографиями. В 2-х томах (Medieval Architecture: Its Origins and Development with Lists of Monuments and Bibliographies). 1909
- Конструкция ломбардских и готических сводов (The Construction of Lombard and Gothic Vaults). 1911
- Ломбардная архитектура. В 4-х томах (Lombard Architecture). 1915—1919
- Семеро, которые спят (The Seven Who Slept). 1919
- Романская скульптура паломнических дорог. В 10 томах (Romanesque Sculpture of the Pilgrimage Roads). 1923
- Испанская романская скульптура. В 2-х томах (Spanish Romanesque Sculpture). 1928
- Кресты и культура Ирландии (The Crosses and Culture of Ireland). 1931